# SES Calais
SES Calais (fullständigt namn Stella Étoile Sportive Calais) är en volleybollklubb från Calais, Frankrike. Klubben grundades ursprungligen 1929 och återstartades 1952. Den vann Coupe de France 1993/1994 och har som bäst kommit trea i Ligue A, högstaligan.